# Льежский трамвай
Льежский трамвай — вид общественного транспорта города Льеж, Валлония, Бельгия.

## История
Существование двух систем
- Первая 1871конка, затем электрический трамвай 1893—1967.
- Вторая с 15 апреля 2025.[1] Перенесли на 28 апреля 2025.

## Строительство
С 10-х годов 21 века шло сооружение новой трамвайной системы. В 2016 году назвали срок возобновления трамвая 2022.
В 2022 сообщено о переносе в 2024. затем в 2025.

## Пуск
Намечен был на 15 апреля 2025 года. 11 км, 23 остановки. Плановая длина 17,8 км. Открыт 28 апреля 2025.

## Подвижной состав
20 вагонов Urboc.

## Маршруты
Будет один маршрут с вилкой:
- T1